# Lavoir de Pouy
Le lavoir de Pouy  est un lavoir situé à Bareilles, dans le département des Hautes-Pyrénées.

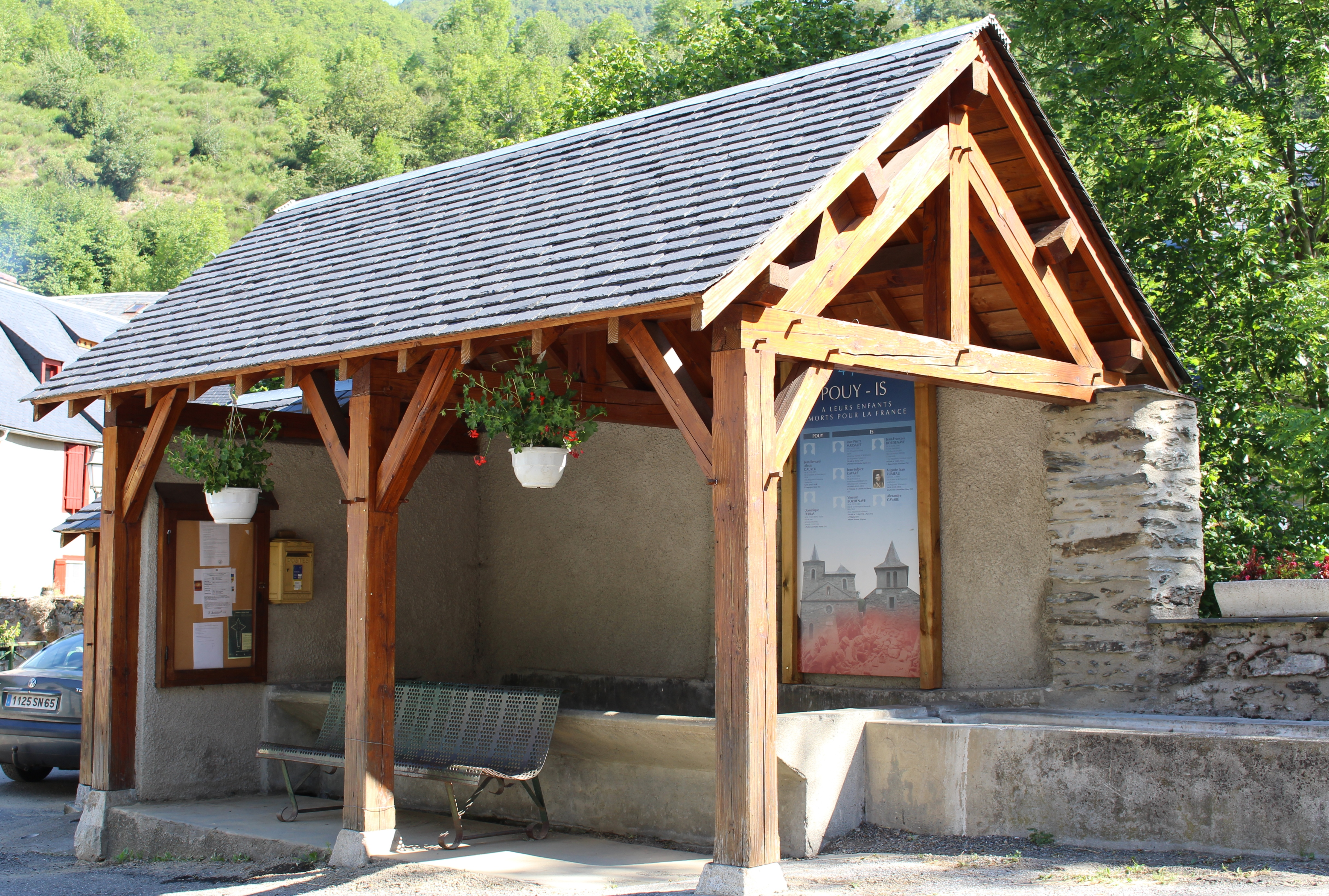

## Localisation
Le lavoir de Pouy est situé dans le hameau de Pouy sur la commune de Bareilles, en sortie du  bourg et attenant à  l’Église Saint-Vincent au bord de la route départementale D 112.

## Description
Le lavoir de Pouy est édifié avec des matériaux locaux ; bois pierre et ardoise parvenant de la carrière de Génos. Le mortier de chaux provient de la carrière du Teil en Ardèche.

C’est un édifice rectangulaire à toiture à deux pentes, le bassin est alimenté par le ruisseau de Lastie.

Accolé au réservoir, un bassin sert d’abreuvoir pour les différents troupeaux qui est alimenté par une borne-fontaine réalisée par la fonderie Brousseval en Haute-Marne.

## Historique
Le lavoir actuel en béton fut réalisé entre 1910 et 1914 par le maitre d’œuvre Hippolyte Crozes de Toulouse.